# Werner Dobrick
Werner Dobrick (Gelsenkirchen-Buer, 20 februari 1931 – 2 maart 2010) was een Duits voetballer.
Dobirck, die een opleiding automechanica had gevolgd, kwam in de jaren 1950 naar Salzgitter, waar hij als mijnwerker werkte en voetbalde bij Arminia Vöhrum. 
In de periode 1955-1958 speelde hij bij RSV Göttingen 05 in de Oberliga Nord. In 1963 ging hij als speler-trainer aan de slag bij SuS-Northeim en met deze ploeg promoveerde hij in 1964-1965 naar de Landesliga Niedersachsen en won hij in 1964 de districtsbeker. Later werd hij coach bij stadsgenoot "VfB Northeim" (1971-1973), en onder meer bij Einbeck 05 en VfR Osterode. 